# Strela-1M
Strela-1M (rus. Стрела – strijela) su sovjetski i ruski sateliti namijenjeni vojnim i vladinim komunikacijama. 
Najniža je razina od triju liga konstelacija komunikacijskih satelita popunjavana je s dvama različitim sustavima posvećenih vojnim i vladinim komunikacijama. Oba sustava bila su opremljena jednostavnim sustavom repetitora pohrane-ispuštanja (eng. store-dump,) koji su osobito bili korisni u relejnom prometu između Ruske Federacije i prekomorskih postaja ili snaga. Ovi sateliti snimali su radijske poruke koje su slali ruski obavještajci diljem svijeta te ih prosljeđivali kad su letjeli iznad Moskve. 
Prvi iz ovog niza poletio je 1970. godine nakon pokusa s prijašnjom generacijom Strela-1. Ovo su bili mali (61 kg / 40 kg; 0,80 m x 0,75 m) relejni sateliti. U orbitu ga je nosila raketa-nosač Kosmos-3M u skupinama po osam. Polijetali su s kozmodroma Pljesecka. Srednja visina ove konstelacije bila je blizu 1500 km, no svaki skup od osam satelita Strijela-1 bio je uobičajeno raspršen u ponešto eliptičnim orbitama srednje visine od 1430 do 1490 km. Za razliku od konstelacije na nižoj visini, ova mreža se oslanjala na samo jednu orbitalnu ravnin od nagiba oko 74 stupnja. Namjeravana razlika vremena kruženja oko Zemlje od 0,15 minuta osiguravala je da sateliti budu nasumice razmješteni po orbitalnoj ravnini malo poslije lansiranja. Predviđeni životni vijek bio je 6 mjeseci. Zbog kratka vijeka nadopunjavana je konstelacija jednom do dvaput godišnje, u prosjeku jednom. Od 1982. postupno ih zamjenjuju kapacitivniji sateliti vrste Strijela-3. Do 1992. godine prestalo je slanje Strijele-1M. Zadnji iz ove mreže poslan je u misiju lipnja 1992. godine. 
Podvrsta je skupine satelita Strela.